# نصرالله طبیب
نصرالله طبیب که بعضی لقب صدر عراقیرا به او داده اند خوشنویس قرن هشتم هجری است . گفته می‌شود خط محقق را سر و سامانی داده است. از او در سایر خطوط ششگانه هم آثاری باقی‌مانده است. نصرالله طبیب از شاگردان یاقوت مستعصمی بوده و حدود ۷۴۰ه‍.ق درگذشته است.